# Фенш, Андрей Семёнович
Андрей Семёнович Фенш (Феньш, Феншоу, англ. Fenshaw; 1757—1828) — российский генерал, участник русско-турецкой и русско-шведской войн.

## Биография
Происходил из английских дворян, родился в 1757 году. В 1780 году был членом масонской ложи в Лондоне. Вступил в русскую службу в 1785 году подполковником в 1-й батальон Екатерининского егерского корпуса. Находился в походе против турок в 1787 г. на реке Буг; в следующем году участвовал во всех сражениях, происходивших на Очаковском лимане и при осаде города Очакова, причём командовал также над галерами; за храбрость обнаруженную в этих сражениях он был награждён золотой шпагой с надписью «За храбрость» и 14 июля 1788 г. получил орден св. Георгия 4-й степени (№ 256 по списку Григоровича — Степанова, № 248 по списку Судравского)
За отличные подвиги, оказанные в 3-х-дневном поражении морских турецких сил в 788 году на лимане при Очакове
В 1788 г. переведён в Елецкий пехотный полк полковником. В 1789 г. участвовал в двух сражениях против шведов и при осаде Нейшлота, а в следующем году — в делах при Биерке-Зунде, в Выборгском Зунде и при Роченсальме. В 1793 г. произведен в бригадиры, и далее, до 1794 г. находился в рядах русской армии, расположенной в Польше для усмирения бунтовщиков.
В 1796 г. произведён в генерал-майоры, в 1797 г. назначен шефом Московского мушкетёрского полка, в 1798 г. произведён в генерал-лейтенанты, а в 1800 г. в генералы от инфантерии; в том же году назначен инспектором украинской инфантерии и Киевским военным губернатором, причём на него возложено было и управление гражданскою частью. В этих должностях Фенш оставался до 1803 г., а затем состоял по армии и военным губернатором в Феодосии.
Отставленный от службы в 1808 г., он снова был принят по армии 26 июля 1812. Возглавил сводную дружину из ополченцев Херсонской и Таврической губерний и участвовал в очищении от австрийцев и поляков Волынской губернии. В 1815 г. участвовал при осаде Данцига, но в следующем году оставил военную службу и был назначен сенатором 4-го департамента Правительствующего сената. В 1826 г. был назначен в Верховный уголовный суд по делу декабристов.  Вследствие расстроенного здоровья, с 1817 г. и почти до дня кончины проживал в бессрочном отпуску за границей, где и умер 29 февраля 1828 г. 70 лет от роду.